# Pseudostachyum polymorphum
Pseudostachyum polymorphum är en gräsart som beskrevs av William Munro. Pseudostachyum polymorphum ingår i släktet Pseudostachyum och familjen gräs. Inga underarter finns listade i Catalogue of Life.